# مارك تايلور (لاعب كرة قدم بريطاني)
مارك تايلور (بالإنجليزية: Mark Taylor)‏ (22 فبراير 1966 في المملكة المتحدة - ) هو لاعب كرة قدم بريطاني في مركز الوسط. لعب مع شروزبري تاون وشيفيلد وينزداي ونادي هيرفورد ونادي والسول وHalesowen Town F.C. ‏ ونونيتون بورو ‏ وبرومزغروف روفرز ‏ وRedditch United F.C. ‏ ورجبي تاون.

## وصلات خارجية
- مارك تايلور على موقع قاعدة بيانات كرة القدم.إي يو (الإنجليزية)
- مارك تايلور على موقع Soccerbase.com (لاعب) (الإنجليزية)